# Зорькін Валерій Дмитрович
 Валерій Дмитрович Зорькін (род. 18 лютого 1943 року, Костянтинівка, Октябрський район, РРФСР) — російський суддя, юрист. Голова Конституційного суду РФ з 21 березня 2003 року. Доктор юридичних наук, професор. Заслужений юрист РФ (2000).

## Життєпис
Народився в сім'ї військовослужбовця. Пізніше його сім'я переїхала до Москви.

### Освіта
Закінчив юридичний факультет МДУ 1964 року. Після аспірантури — викладач юридичного факультету МДУ.
1967 року захистив у МДУ кандидатську дисертацію на тему «Погляди Чичеріна на державу і право», продовжував викладацьку роботу в МДУ як доцент.
1977–1979 — працював в Інституті держави і права СРСР, 1978 року захистив докторську дисертацію на тему «Позитивістська теорія права в Росії (історико-критичне дослідження)». Дисертація була присвячена критиці позитивістського теорії права, яке лежало в основі практики колишнього прокурора СРСР (1935–39) Андрія Вишинського та його послідовників.

### Викладацька діяльність
- 1964–1967 — старший викладач на юридичному факультеті МДУ
- 1967–1979 — доцент
- 1980–1986 — професор кафедри конституційного права та теорії держави і права Академії МВС СРСР.
- З 1986 — професор Вищої юридичної заочної школи МВС СРСР.

### Політика
1970 — вступив в КПРС (залишався членом компартії до її заборони 6 листопада 1991 року).
У березні 1990 року балотувався в народні депутати РРФСР по Калінінському округу Москви, зайняв третє місце після Михайла Бочарова і командувача Внутрішніми військами МВС генерала Юрія Шаталова.
На початку 1990-х експерт Конституційної комісії РРФСР, брав участь у підготовці проекту Конституції Росії.
29 жовтня 1991 року на з'їзді народних депутатів РРФСР за пропозицією депутатської групи «Комуністи за демократію» був обраний членом Конституційного суду Росії, і на першому засіданні став його головою.

### Конституційний суд
Першим рішенням Конституційного суду було визнання неконституційним указу президента Єльцина про об'єднання МВС і органів держбезпеки (АФБ РРФСР) у січні 1992 року.
26 травня 1992 року депутати-комуністи Думи РФ внесли на розгляд суду питання про законність указів Єльцина про заборону КПРС і КП РРФСР від 23 серпня і від 6 листопада 1991 року. У відповідь на це депутати-демократи на чолі з Олегом Рум'янцевим внесли питання про конституційність КПРС.
30 листопада 1992 року справу було закінчено і окремі положення указів Єльцина були визнані неконституційними. Це рішення дозволило низовим структурам КП РРФСР відтворити центральне керівництво партії. У період конституційної кризи 1992–1993 року активно брав участь в переговорах представників гілок влади.
Після жовтневих подій 1993 року 6 жовтня пішов у відставку з поста голови, зберігши повноваження судді. В. О. голови КС став його заступник Микола Вітрук.
1 грудня 1993 року було припинено його повноваження «за політичну діяльність» і як судді КС і були відновлені тільки на нараді КС 25 січня 1994 року. 21 березня 2003 року знову обраний головою Конституційного суду.
В 2004 році підтримав рішення президента Путіна про скасування прямих виборів глав суб'єктів РФ. 21 лютого 2006, а потім 20 лютого 2009 року переобраний Головою КС.
22 лютого 2012 — став Головою Конституційного Суду РФ вп'яте.
20 березня 1993 року він виступив по телебаченню із засудженням президентського указу «Про особливий режим управління до подолання кризи влади» ще до опублікування документа. Влітку того ж року кілька суддів КС ухвалили заяву, в якій говорилося, що голова, на їхню думку, перейшов межу, що відокремлює судову діяльність від політичної.

У зв'язку з масовими зверненнями громадян Росії в Європейський суд з прав людини Зорькін заявив, що: 
…наша внутрішня судова система недосконала, включаючи сходи, що стосуються нагляду, апеляційні, касаційні інстанції. Їх треба приводити у відповідність зі стандартами.
Є членом Ради при Президенті РФ з протидії корупції (затверджено указом президента РФ від 19 травня 2008 року). 31 січня 2018 року переобраний Головою КС РФ на 6-річний термін.

### Погляди
У виступах і лекціях Валерій неодноразово висловлювався з приводу пріоритету російського права над міжнародним. Він, зокрема, вказував, що положення Конституції Росії про пріоритет міжнародних договорів над російськими законами не означає делегування суверенітету, і що на Конституцію РФ цей пріоритет не може поширюватися.

### Громадські виступи
Після масових демонстрацій проти фальсифікацій на виборах у парламент 2011 року виступив із заявою, згідно з яким мітингові пристрасті «активно підігрівалися з-за кордону» і що люди повинні «терпляче працювати». Піддав різкій критиці перебудову, що викликало полемічну відповідь Михайла Горбачова.
У статті 26 вересня 2014 року дав позитивну оцінку кріпосного права, скасованого в 1861 року. Вважає, що скасування кріпосного права зруйнувало і без того помітно слабкий зв'язок між двома основними соціальними класами нації — дворянством селянами: «При всіх витратах кріпацтва саме воно було головною основою, що утримує внутрішнє єдність нації».
1 листопада 2016 року заявив, що світова правова система зазнає краху, що було передбачено ще апостолом Павлом.
18 травня 2017 року заявив, що захист прав людини не повинен підривати моральні підвалини суспільства.

## Нагороди
- Орден «За заслуги перед Вітчизною» II ступеня (19 жовтня 2011 року) — за великий внесок у зміцнення конституційних основ російської державності та розвиток конституційного правосуддя[13]
- Орден «За заслуги перед Вітчизною» III ступеня (18 лютого 2008 року) — за великий внесок у розвиток конституційного правосуддя в Російській Федерації і багаторічну плідну діяльність"[14].
- Орден «За заслуги перед Вітчизною» IV ступеня (4 липня 2016 року) — за великий внесок у розвиток конституційного правосуддя в Російській Федерації і багаторічну плідну діяльність[15].
- Заслужений юрист Російської Федерації (23 березня 2000 року) — за заслуги в зміцненні законності та багаторічну сумлінну працю"[16].
- Почесна грамота Президента Російської Федерації (12 грудня 2008 року) — «за активну участь у підготовці проекту Конституції Російської Федерації і великий внесок у розвиток демократичних засад Російської Федерації»[17].
- Медаль Столипіна П. А. I ступеня (28 січня 2013 року) — за заслуги в становленні та розвитку конституційного правосуддя та багаторічну плідну державну діяльність[18]
- Подяка Президента Російської Федерації (2 лютого 2013 року) — за заслуги в зміцненні конституційних основ російської державності та багаторічну плідну роботу[19]
- Орден «Полярна зірка» (18 вересня 2014 року) — за внесок у розвиток двосторонніх відносин між Росією і Монголією.[20]
- Орден Дружби (Вірменія, 2016)
- Орден преподобного Сергія Радонезького II ступеня (21 лютого 2008 року) — за труди на благо Вітчизни"[21]"

### Кваліфікаційний клас
Нижчий кваліфікаційний клас.

## Санкції
Валерій Дмитрович Зорькін є головою Конституційного Суду Росії, який визнав конституційними «договори» про прийняття Херсонської та Запорізької областей, так званих Луганської Народної Республіки та самопроголошеної Донецької Народної Республіки до складу Російської Федерації. Це рішення штучно створює образ легітимності вторгнення Росії в Україну та спрямоване на надання цим регіонам рис суб'єктів міжнародно-правових відносин. Конституційний Суд формально грає вирішальну роль процесі приєднання іноземних територій до Росії. 
Валерій Дмитрович Зорькін є санкційною особою великої кількості країн.
16 грудня 2022 року, на тлі вторгнення Росії в Україну, його внесли до санкційного списку Євросоюзу і Швейцарії за рішення, які штучно створюють образ легітимності російського вторгнення в Україну.
24 лютого 2023 року внесений до санкційного списку Канади, як "еліта і близький соратник режиму".